# 얼음나라 화천 산천어 축제
얼음나라 화천 산천어 축제는 대한민국 강원특별자치도 화천군에서 매년 1월 산천어와 눈, 눈썰매, 눈조각, 봅슬레이, 빙상장 등이 마련되어있다. 2003년부터 개최되어, 매년 1월에 20여일간 화천읍 화천천에서 열린다. 주최는 화천군, 주관은 재단법인 나라이다.
기간은 통상 한달정도 열리며, 이는 차가운 계곡바람과 깨끗한 물 때문에 전국에서 가장 빨리 얼음이 어는 지형적 특성 때문에 가능하다.
메인 슬로건은 “얼지 않은 인정, 녹지 않는 추억”이다.

## 주요 행사

### 산천어체험 프로그램
루어낚시
맨손잡기
산천어 테마관
산천어 먹거리

### 눈 얼음체험 프로그램
- 눈썰매
- 봅슬레이
- 얼곰이성
- 세계얼음썰매 체험존
- 겨울스포츠존
- 하늘가르기
- 놀이기구 펀파크
- 키드존
- 눈조각
- 얼곰이 열차 등

### 문화행사 및 주제이벤트
- 창작썰매 콘테스트
- 겨울문화촌
- 천사의날
- 호돌이와 포돌이의 날
- 천체투영실
- 세계겨울축제 국제 심포지엄
- 화천 문화 체험관
- 산이와 진이가 만나는 날

### 전시/편의시설 및 시설프로그램
- 아시아 빙등광장
- 세계겨울도시광장
- 선등거리
- 얼음나라 얼곰이 홍보관
- 몸녹임 쉼터
- 종합안내센터
- 휴게소

### 축제 먹거리
- 물빛누리 산천어식당
- 향토기업 홍보관
- 산천어 전용구이터
- 회서비스센터

## 동물권 보호와 지역 경제 활성화
무게 200톤, 국내 양식 산천어의 90%가 이 축제를 위해 투입된다. 화천 산천어 축제에 대해 동물권 단체들은 동물학대의 장이며, 최악의 축제라는 성토를 매년 이어가고 있다. 반면 어류에까지 동물권을 확대해서 보는 것은 과도하는 생각과 지역 경제 활성화를 위해 이러한 축제가 불가피하다는 의견 또한 있다. 그러한 논란에도 2019년 참가자는 184만명에 달해 대한민국 대표축제 중 하나로 자리매김 하고 있다.